# Qeza-î Qeredagh
Qeza-î Qeredagh (kurdiska: قەزاى قەرەداغ, arabiska: قضاء قرداغ, قضاء قرةداغ) är ett distrikt i Irak.   Det ligger i provinsen Sulaymaniyya, i den nordöstra delen av landet, 240 km norr om huvudstaden Bagdad.